# Clematomyces pinophili
Clematomyces pinophili är en svampart som beskrevs av Thaxt. 1900. Clematomyces pinophili ingår i släktet Clematomyces och familjen Laboulbeniaceae.   Inga underarter finns listade i Catalogue of Life.